# Ron rör om
Ron rör om (engelska: Ron's Gone Wrong) är en animerad science fiction-komedifilm från 2021. Filmen är regisserad Sarah Smith och Jean-Philippe Vine, med manus skrivet av Smith och Peter Baynham.
Ron rör om den första långfilmen från Locksmith Animation och animerades av DNEG Animation. Filmens animation och röstskådespeleri gjordes på distans under Covid-19-pandemin.
Filmen premiärvisades på BFI London Film Festival den 9 oktober 2021 och hade biopremiär i Sverige den 29 oktober samma år.

## Handling
Berättelsen handlar om Barney, en lite udda mellanstadieelev som har svårt att passa in, och hans nya robot Ron – en smart, talande och uppkopplad maskin som är designad för att vara hans bästa vän direkt från fabriken. Men när det visar sig att Ron inte fungerar som han ska, dras de båda in i ett fartfyllt äventyr. Mot bakgrund av dagens digitala värld och sociala medier får de tillsammans upptäcka att äkta vänskap kan vara både rörig och fantastisk.

## Rollista (i urval)
| Roll     | Originalröster    | Svenska röster          |
| -------- | ----------------- | ----------------------- |
| Barney   | Jack Dylan Grazer | Adil Backman            |
| Ron      | Zach Galifianakis | Magdi Saleh             |
| Graham   | Ed Helms          | Claes Grufman-Björnlund |
| Donka    | Olivia Colman     | Irma Jämhammar          |
| Andrew   | Rob Delaney       | Alex Kantsjö            |
| Marc     | Justice Smith     | Alexander Larsson       |
| Savannah | Kylie Cantrall    | Yamineth Dyall          |
| Rich     | Ricardo Hurtado   | Love Stenmarck          |